# Jihad Qassab
Jihad Qassab (arabe : جهاد قصاب), né le 13 juillet 1975 à Homs en Syrie et mort le 30 septembre 2016 à Saidnaya, est un joueur de football international syrien qui évoluait au poste de défenseur.
Capitaine de sa sélection, il a notamment joué en faveur de l'équipe d'Al-Karamah.
Arrêté par les services de renseignement du régime de Bachar el-Assad en 2014, pendant la guerre civile syrienne, il meurt sous la torture, dans la prison de Saidnaya, deux ans plus tard.

## Biographie

### Carrière
Jihad Qassab joue pour le club de sa ville natale, l'Al-Karamah, remportant trois titres de champion consécutifs. Il atteint avec cette équipe la finale de la Ligue des champions d'Asie en 2006, avec une seule défaite, contre Jeonbuk Motors (2–3). 
Qassab joue au Liban en faveur des clubs d'Al-Ahed et Shabab Al-Sahel, et aux Émirats arabes unis pour l'Ajman Club.  
Il reçoit quatre sélections en équipe de Syrie. Il joue son premier match en équipe nationale le 28 novembre 2003, contre le Turkménistan. Ce match nul (1-1), rentre dans le cadre des éliminatoires de la Coupe d'Asie des nations 2004. Il reçoit sa dernière sélection le 31 mars 2004, contre le Kirghizistan, lors des éliminatoires du mondial 2006 (1-1).

### Arrestation et décès
Jihad Qassab est arrêté le 19 août 2014, de même qu'Abdel Salaam al-Soufi, ingénieur, dans son quartier Baba Amr, à Homs, par les autorités syriennes pendant la guerre civile syrienne.
Les raisons de son arrestation ne sont pas claires, il a été accusé d'activisme anti-régime mais il n'a jamais été jugé ,.
Selon d'anciens codétenus, il a toujours clamé son innocence et est mort sous la torture. Ces informations, confirmées par le centre des médias de Homs, affirment qu'il est mort à la prison de Saidnaya le vendredi 30 septembre 2016 , ,.

## Palmarès
- Finaliste de la Ligue des champions d'Asie en 2006 avec l'Al-Karamah Homs
- Champion de Syrie en 2006, 2007 et 2008 avec l'Al-Karamah Homs
- Vainqueur de la Coupe de Syrie en 2007 et 2008 avec l'Al-Karamah Homs